# Sigtryggr Haraldsson
Sigtryggr Haraldsson (in norvegese: Sigtrygg Haraldsson; 880 circa – dopo il 900) fu re di Romerike e di Telemark.

## Biografia
Sigtryggr Haraldsson fu il terzogenito e il secondo figlio maschio di re Harald I Bellachioma e Gyða, figlia di Eiríkr, re di Hordaland.
Secondo l'Heimskringla nacque probabilmente attorno all'880 in un luogo non specificato.
Attorno al 900, quando re Harald aveva ormai all'incirca cinquant'anni, per cercare di placare le continue liti intestine tra i suoi figli e gli jarl, decise di accontentarli conferendo a molti di loro il titolo di re e divise il regno in vari potentati minori le cui rendite sarebbero spettate per metà a lui e per metà al sovrano locale, inoltre ai figli sarebbe stato concesso di sedere sotto il suo seggio ma sopra quello degli jarl. A Sigtryggr fu assegnato il regno di Romerike e del Telemark da condividere insieme ai fratelli Fróði e Þorgils. Non si conoscono altri dettagli sulla sua vita.